# Кехиджвари
Кехиджвари (груз. კეხიჯვარი) — село в Грузии, на территории Карельского муниципалитета края (мхаре) Шида-Картли.

## География
Село находится в центральной части Грузии, на правом берегу реки Дзамы, на расстоянии приблизительно 2 километров (по прямой) к юго-западу от города Карели, административного центра муниципалитета. Абсолютная высота — 670 метров над уровнем моря.

## Население
По результатам официальной переписи населения 2014 года в Кехиджвари проживало 919 человек (457 мужчин и 462 женщины). В национальной структуре населения грузины составляли 90,6 %, осетины — 7,6 %, азербайджанцы — 0,5 %.
| Год  | Население, человек |
| ---- | ------------------ |
| 2002 | 1086               |
| 2014 | ↘ 919              |